# Gåstjärnen (Lycksele socken, Lappland, 715148-164335)
Gåstjärnen är en sjö i Lycksele kommun i Lappland och ingår i Umeälvens huvudavrinningsområde. Sjön har en area på 0,0555 kvadratkilometer och ligger 295,9 meter över havet. Sjön avvattnas av vattendraget Byssjan.

## Delavrinningsområde
Gåstjärnen ingår i det delavrinningsområde (714798-164541) som SMHI kallar för Utloppet av Gäddträsket. Medelhöjden är 311 meter över havet och ytan är 23,47 kvadratkilometer. Det finns inga avrinningsområden uppströms utan avrinningsområdet är högsta punkten. Byssjan som avvattnar avrinningsområdet har biflödesordning 2, vilket innebär att vattnet flödar genom totalt 2 vattendrag innan det når havet efter 133 kilometer. Avrinningsområdet består mestadels av skog (87 procent). Avrinningsområdet har 1,78 kvadratkilometer vattenytor vilket ger det en sjöprocent på 7,6 procent.